# Mettmenstetten
Mettmenstetten là một đô thị thuộc huyện hành chính Affoltern, bang Zürich, Thụy Sĩ. Đô thị này có diện tích km2, dân số thời điểm tháng 12 năm 2009 là người.